# N675 (België)
De N675 is een gewestweg in de Belgische provincies Luik en Luxemburg. De weg verbindt Vielsalm in het westen met Sankt Vith in het oosten. In Vielsalm komt de weg uit op de N68. In Sankt Vith komt de weg uit op de N676 en de N611. De route heeft een lengte van ongeveer 19 kilometer.

## Plaatsen langs de N675
- Vielsalm
- Ville-du-Bois
- Petit-Thier
- Poteau
- Rodt
- Sankt Vith